# Berthe Weill
Berthe Weill   (1r districte de París, 20 de novembre de 1865 - París, 17 d'abril de 1951) fou una marxant d'art francesa, primera galerista europea, notable per la seva contribució a la difusió de les avantguardes europees i decisiva en la creació del mercat de l'art del començament del  XX.

Encara que menys coneguda que els seus companys Ambroise Vollard, Daniel-Henry Kahnweiler i Paul Rosenberg, va ser tanmateix la primera a vendre a París les teles de Pablo Picasso i d'Henri Matisse i va organitzar l'única exposició individual en vida d'Amedeo Modigliani. La galeria que va fundar va ajudar a llançar artistes importants del segle xx, com ara Raoul Dufy, André Derain, Maurici de Vlaminck, Diego Rivera, Georges Braque, Kees van Dongen, Maurice Utrillo, Georges Kars, Léon Lehmann, Georges Capon, Henri Vergé-Sarrat així com diverses dones pintores com Suzanne Valadon, Jeanne Rosoy, Émilie Charmy, Marie Laurencin, Jacqueline Marval o Valentine Prax.

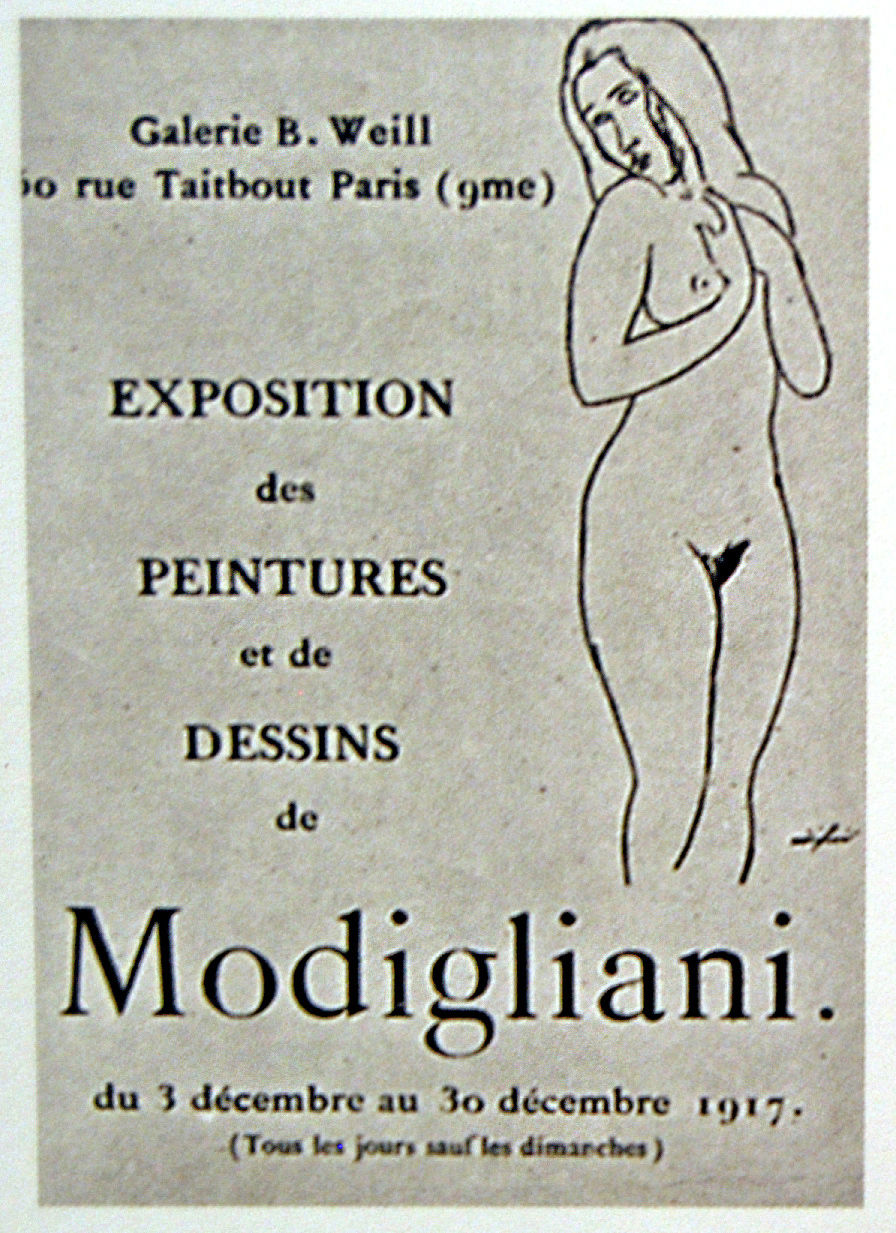
Tarja d'invitació a l'exposició Modigliani, a la Galeria Weill l'any 1917

La seva galeria va perdurar fins a l'any 1939, quan va fer fallida. Malgrat els molts pintors famosos que van arribar a passar-hi, Berthe Weill va romandre pobra durant tota la seva vida i gairebé va caure en l'oblit després de la seva mort.

## Biografia
Esther Berthe Weill nasqué el 20 de novembre de 1865 a París, en una família jueva alsaciana, entre sis germans i germanes. El seu pare, Salomon Weill, era originari de Gerstheim. La família era modesta i Esther va ser aprenenta de l'antiquari Salvator Mayer, que li va ensenyar el negoci de l'art, en particular el dels gravats del segle xviii. Aquesta experiència li va ser útil després, quan va conèixer col·leccionistes, escriptors i altres marxants d'art.
Quan Mayer va morir el 1897, ella va obrir una petita botiga d'antiguitats, en associació amb un dels seus germans, Marcellin. Quan es va independitzar, va decidir obrir l'1 de desembre de 1901, amb el seu dot de 4.000 francs, la Galerie B. Weill, dedicada als «joves pintors», que havia descobert sota la presumpta influència del crític d'art Roger Marx. Moguts per un sentiment de revolta, defugien les pintures de gènere exposades als Salons de Pintura anuals i persguien l'autèntic art, que no era la realitat vista sinó la que se sentia. Així, es convertí en la primera dona galerista a París
En aquesta època, als voltants de Pigalle, es troben enquadradors, brocanters, de vegades comerciants de tints que acceptaven exposar quadres. Berthe Weill i Ambroise Vollard van ser aleshores els únics marxants d'art que oferien obres contemporànies, i feien les principals vendes durant els Salons. Tanmateix, Ambroise Vollard preferí especialitzar-se en la venda d'impressionistes i postimpressionistes. Per tant, la galerista va ser l'única l'any 1901 a oferir artistes contemporanis i ràpidament es va fer una reputació entre pintors i col·leccionistes. A partir del 2 de desembre de 1901 va exposar a la seva galeria durant tot el mes obra de MM. Bocquet, Durrio, Aristides Maillol, Melle Warrick.

### Picasso i Matisse
Aquell any, poc després de l'arribada de Picasso a París, va ser la primera a comprar i vendre les seves pintures, i a organitzar amb l'ajuda de Pedro Mañach, l'any 1902, una exposició amb la seva obra. El febrer de 1902 va exposar Matisse per primera vegada, en companyia de Marval, Flandrin, Marquet i Krouglicoff. En aquella època, va vendre tres pastels sobre tela del pintor andalús, escenes taurines, venudes l'any 1900 al crític literari de Le Temps, Adolphe Brisson. Aquest mateix any va vendre Le Moulin de la Galette al director de La Dépêche de Toulouse, Arthur Huc. L'any següent, va vendre un llenç de Marquet a Frantz Jourdain, l'arquitecte de La Samaritaine i primer president del Salon d'Automne. El 1905 es va convertir en la primera comerciant de pintors fauvistes. Berthe Weill va contribuir en gran manera al reconeixement del talent de les dones pintores, a les quals exposà en igualtat de condicions amb els seus homòlegs masculins.
Berthe Weill alternà a la seva galeria vendes de caricatures i d'estampes, i de les exposicions col·lectives o particulars dels pintors que descobria. Tanmateix, la seva falta de capital la portava a revendre massa ràpidament les obres adquirides, i n'obtingué sempre marges escassos.
L'any 1909, el mercat de l'art va créixer ràpidament, i els comerciants amb més capital van començar a confiar en els pintors més destacats d'avantguarda. Oferint millors preus als pintors i lligant-los mitjançant contractes exclusius, van competir amb Berthe Weill, que va veure marxar els artistes que havia descobert, com Matisse i Picasso. L'any 1930, segons l'anàlisi del crític André Fage «Berthe Weill, a qui correspon l'honor d'haver "alliberat" i defensat en els seus inicis quasi tots els grans pintors actuals, va haver d'abandonar, per manca de grans capitals, un rere l'altre competidors més poderosos».
Va instal·lar il·luminació elèctrica l'any 1908, convertint la seva galeria en la primera del seu carrer a beneficiar-se d'aquesta novetat. La seva clientela estava formada principalment per col·leccionistes influents, en particular Olivier Sainsère, polític i col·leccionista, així com André Level, director d'un grup d'inversors que, el 1904, va reunir una col·lecció d'art del segle XX anomenada «la Peau de l'ours», venuda en subhasta l'any 1914 amb gran èxit. Segons FitzGerald, «Weill afirma que tres quartes parts dels objectes de la col·lecció provenen de la seva galeria. Tot i que exagerava, no hi ha dubte que Level hi comprava regularment». El 1917 es va traslladar a la rue Taitbout, 50, en un local més ampli i després, el 1920, a la rue Laffitte, 46.

### Modigliani
L'any 1917 organitzà l'única exposició de Modigliani realitzada en vida de l'artista. Durant la inauguració, entre els 32 dibuixos i pintures, hi havia quatre nus, un dels quals estava penjat prop d'una finestra, de manera que provocà una multitud de espectadors i cridà l'atenció del comissari del barri que va reclamar que aquestes teles fossin retirades. Berthe Weill va respondre: «Però què tenen aquests nus?» A la qual cosa li van dir: «Aquests nus tenen pèl!» «Aquesta gent nua té pèl!». El vernissage es va interrompre per escàndol públic i, segons el relat de Francis Carco a L'Éventail del 15 d'agost de 1919, només es va poder reprendre un cop retirats els nus. L'exposició va continuar fins al final, però sense els nus censurats no es va vendre cap llenç.

## Memòries
El 1933, Weill va publicar les seves memòries, Panǃ Dans l’œil! O trenta anys entre bastidors de la pintura contemporània, i es va traslladar el 1937 a la rue Saint-Dominique, 27.Després dels seus èxits en els primers anys, el seu posicionament al mercat de l'art d'una banda i la seva manca de capital per l'altra, la van portar a tancar la galeria l'any 1939 per problemes econòmics insuperables. Aquell any, i pel mateix motiu, va ser expulsada del seu allotjament.

## Homenatges
Després de la guerra, Weill es trobava en una gran pobresa i quaranta-sis pintors que s'havien beneficiat dels seus serveis van organitzar una venda el 1946 en benefici seu. Amb prop de 80 obres van recaptar 4 milions de francs que van salvar Berthe Weill de la necessitat durant els últims anys de la seva vida. Va ser condecorada amb la Legió d'Honor el 1948 per la seva contribució a l'art modern. Berthe Weill es va retirar durant uns mesos a una residència de jubilats a L'Isle-Adam prop de París el 1941 després d'un accident. Va morir el 17 d'abril de 1951, a casa seva, al carrer de Saint-Dominique, 39, als 85 anys.
Tot i haver tingut notorietat en els cercles artístics durant la seva vida, i haver descobert una sèrie de pintors que s'havien fet famosos, va caure en l'oblit després de la seva mort fins als anys 2000 quan es va beneficiar d'un renovat interès. L'any 2007, el seu retrat de Picasso (1920) va ser declarat tresor nacional francès. Les seves memòries van ser reeditades dos anys més tard juntament amb la llista de les seves exposicions. Finalment, l'any 2011 es va publicar la primera biografia dedicada a la seva vida i carrera.

El 7 de febrer de 2012 l'ajuntament de París acordà fixar una placa commemorativa al 25 del carrer Victor Massé, al 9è districte de París, on Berthe Weill havia obert la seva primera galeria l'any 1901. La cerimònia tingué lloc el 8 de març de 2013 en ocasió de la jornada internacional dels Drets de la Dona. La placa mostra el text següent: 
| « | En aquesta adreça, Berthe Weill 1865 – 1951 va obrir la primera galeria d'art per a joves artistes el 1901. El seu suport va permetre el descobriment de les avantguardes de la pintura moderna. | » |

L'any 2019, s'inaugurà un jardí amb el seu nom, el jardí Berthe-Weill, al 3r districte de París.

## Artistes exposats per Berthe Weill
Per la seva galeria van passar un gran nombre de pintors i pintores. Molts van fer amb ella les primeres vendes parisenques i ella va donar a conèixer molts artistes estrangers a la capital artística que era París en aquella època.